# Smultron
Smultron é um programa de computador em código aberto, licenciado em Apache, de edição de texto para o Mac OS X. Foi projetado para ser tanto para usuários iniciantes como para avançados.

## Histórico

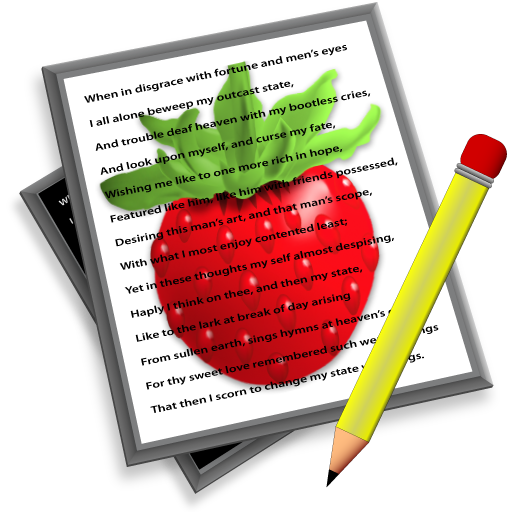
Ícone do Smultron 2

Criado e desenvolvido pelo desenvolvedor sueco Peter Borg. Foi inicialmente registrado no SourceForge em maio de 2004 e recebeu muito suporte e retorno da comunidade de código aberto de Mac. O nome da aplicação é derivada de uma fruta chamada Fragaria vesca, em sueco é conhecida como Smultron. Ao contrário de que alguns podem pensar o ícone do programa não representa um morango.[carece de fontes?] Até o momento não existe uma localização em português para o programa.[carece de fontes?]
Foi escrito em Objective-C usando Cocoa[carece de fontes?].

## Recursos
Suporta cores diferentes para diferentes estilos de código ou coloração de sintaxe, facilitando o entendimento do usuário.
Trabalha com as mais variadas linguagens de programação como C, C++, LISP, Java, Python, HTML, CSS, XML, Ruby, LISP e D. Suporta ainda navegação tabulada, visão por colunas, previsão em HTML, snippets e a função buscar e trocar. Suporta recurso do Quick Look.
No sítio do desenvolvedor é possível baixar versões para Mac OS X v10.3 e Mac OS X v10.4. Além de se obter o código-fonte do programa.

## Línguas suportadas
- Sueco (padrão)
- Inglês
- Alemão
- Espanhol
- Italiano
- Neerlandês
- Francês
- Húngaro
- Tcheco
- Finlandês
- Grego
- Chinês simplificado
- Chinês tradicional
- Japonês